# ألكساندرا ستيبانوفا
ألكسندرا ستيبانوفا مواليد 21 يونيو 1989، هي لاعبة كرة يد روسية تلعب كمحور. تلعب حاليا مع دينامو فولغوغراد وتحمل الرقم 17. مثلت منتخب روسيا لكرة اليد للسيدات.

## سجل المنافسة
شاركت في البطولات التالية:
- بطولة أوروبا لكرة اليد للسيدات 2012

## روابط خارجية
- ألكساندرا ستيبانوفا على موقع الاتحاد الأوروبي لكرة اليد (الإنجليزية)